# Lacus Aestatis

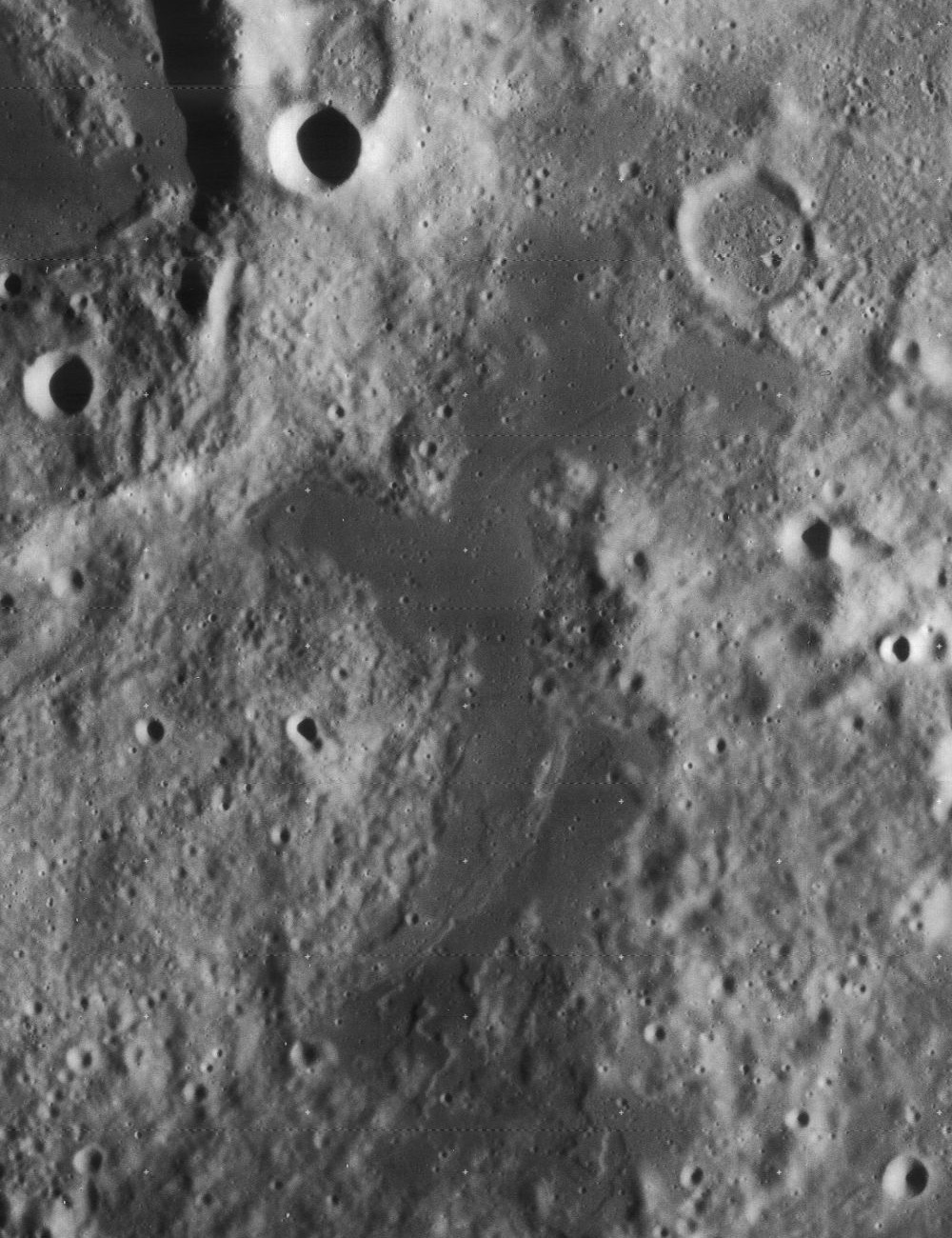
Lacus Aestatis en 2014

Lacus Aestatis (Lac d'été en latin) se compose de deux secteurs relativement petits d'un lac lunaire situé près de la partie occidentale de la Lune. Les coordonnées sélénographiques sont −15, −69 et il s'étend sur une surface d'un diamètre de 90 km. Le lac a une surface de 1 000 km2.
La partie nord-ouest se trouve au sud-est-est du Rocca (en) et sur les bords du cratère environnant 'Rocca A'. L'autre partie s'étend au sud-est de la première et forme un bandeau ovale irrégulier et allongé dans une direction nord-sud. Le bout méridional se trouve près du Crüger.
La nomination a été faite par l'Union astronomique internationale en 1970. Le nom original était Mare Aestatis, donné par l'astronome allemand Julius Heinrich Franz (1847–1913).